# イナゴ

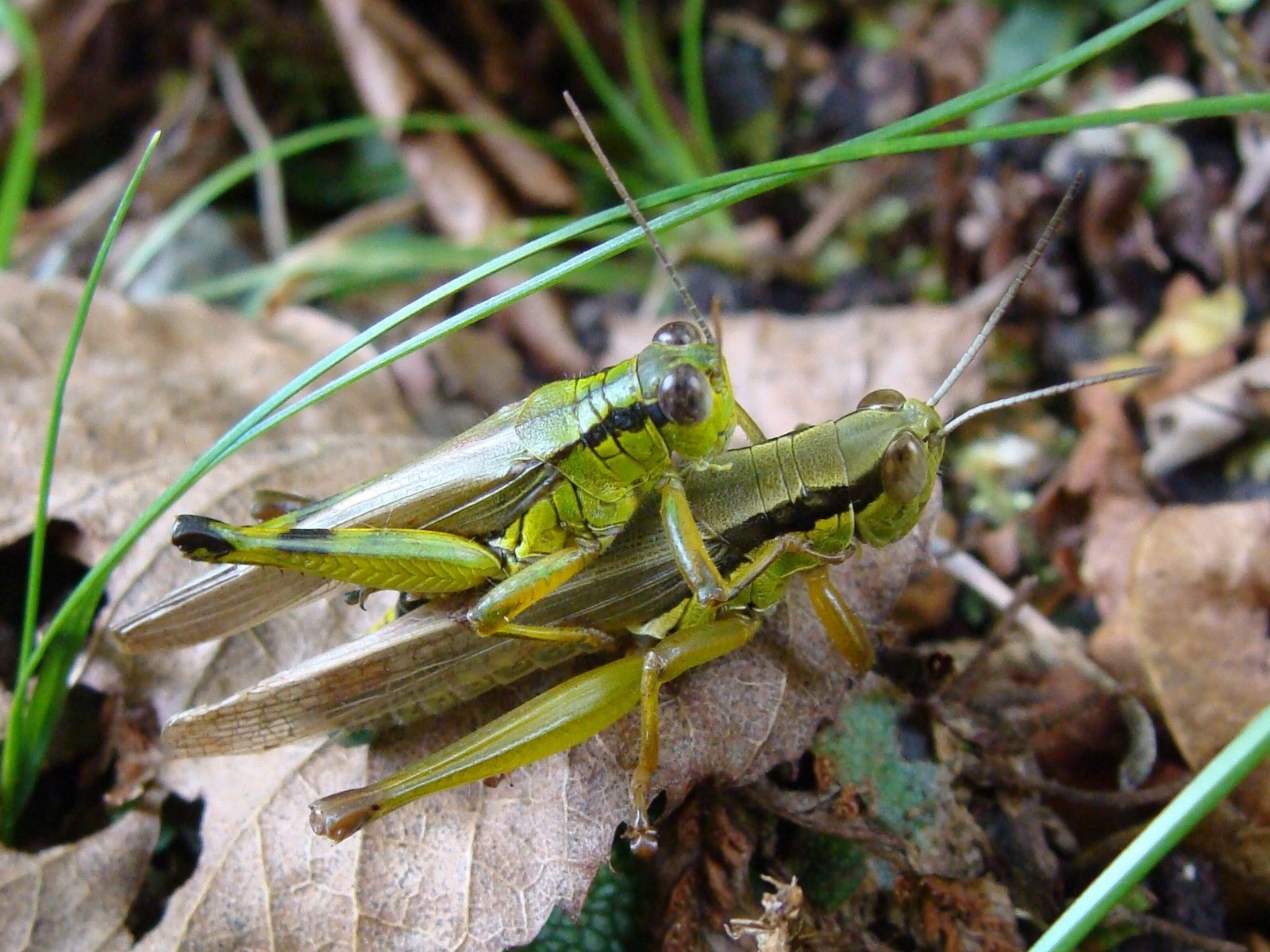
イナゴの交尾

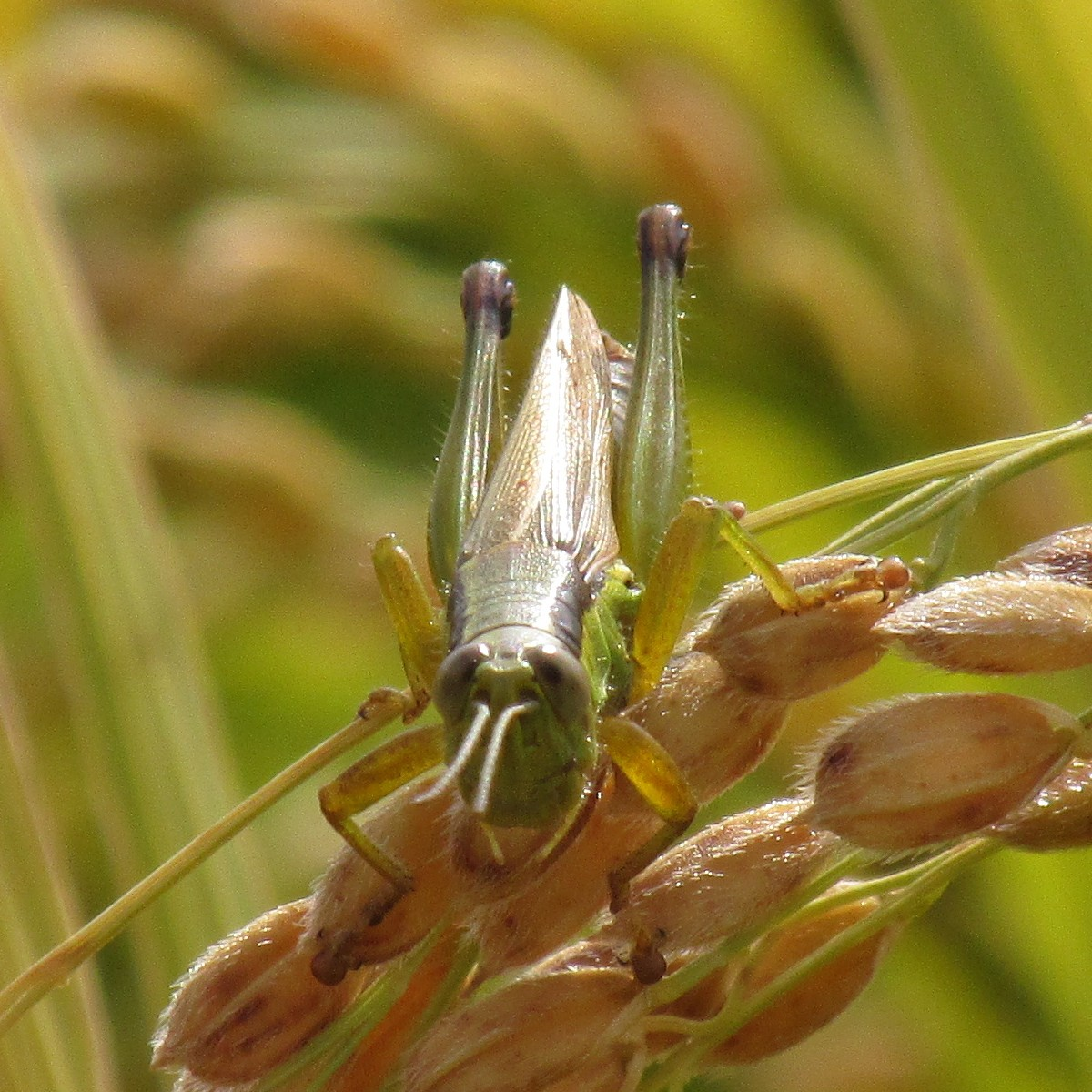
稲穂に乗ったイナゴ（正面）

イナゴ（蝗、稲子、螽）は、直翅目・バッタ亜目・バッタ科（Acrididae）のうち、イナゴ亜科（Oxyinae）などに属する種の総称。狭義にはイナゴ属（Oxya）に属する種の総称。稲を食べる害虫とされると同時に長野県伊那谷や群馬県など海産物が少ない山間地では水田から得られる重要なタンパク源として食用にもされた。

## 分類
イナゴ類は見た目がよく似たものが多く、見分けるためには交尾器などの観察が必要である。日本には少なくとも8種以上のイナゴ属（Oxya）の種が生息すると言われるが、完全には解明されていない。「イナゴ」と名の付く種はイナゴ属以外にもバッタ科の下位の複数の亜科に存在する。
- イナゴ亜科 Oxyinae
  - コイナゴ Oxya hyla intricata
  - ニンポーイナゴ O. ninpoensis
  - ハネナガイナゴ O. japonica
  - チョウセンイナゴ O. manzhurica または O. sinuosa
  - タイワンハネナガイナゴ O. chinensis または O. formosana
  - タイワンコバネイナゴ O. podisma
  - オガサワライナゴ O. ogasawarensis
  - コバネイナゴ（エゾイナゴ） O. yezoensis
- ツチイナゴ亜科 Cyrtacanthacridinae
  - ツチイナゴ Patanga japonica
- セグロイナゴ亜科 Eyprepocnemidinae
  - セグロイナゴ Shirakiacris shirakii
- ヒナバッタ亜科 Gomphocerinae
  - ナキイナゴ Mongolotettix japonicus

### 形態的特徴による分類
形態的には、前胸腹側の前肢の間に下垂する突起があるものをイナゴ類とすることがある。この場合、イナゴ類にはイナゴ亜科、セグロイナゴ亜科、ツチイナゴ亜科の他に「イナゴ」とつかないがフキバッタ亜科が含まれる（逆に、ヒナバッタ亜科のナキイナゴは含まれない）。この形質をもってイナゴ科を設ける分類もあるが、一般的ではない。

## 利用

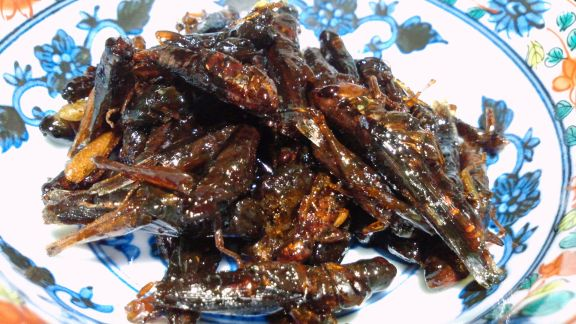
イナゴの佃煮

日本では昆虫食は信州（長野県）など一部内陸地域を除き一般的ではない。それでも、イナゴはイネの成育中または稲刈り後の田んぼで、害虫駆除を兼ねて大量に捕獲できたことから海産物が少ない山間地で食べられた。調理法としては、串刺しにして炭火で焼く、鍋で炒る、醤油や砂糖を加えて甘辛く煮付けるイナゴの佃煮とするなど、さまざまなものがある。イナゴは、昔から内陸部の稲作民族に不足がちになるタンパク質・カルシウムの補給源として利用された。太平洋戦争中や終戦直後の食糧難の時代を生きた世代には、イナゴを食べて飢えをしのいだ体験を持つ者もいる。
長野県下伊那郡阿智村などでは、「イナゴを黒焼にして食用油と練り湿疹治療薬」「黒焼粉を喉に吹きつけ、扁桃腺を治す」という民間療法があった。
昆虫食の1つとしてイナゴを食べる民族は多く、アフリカ、中東、アジアなど幅広い地域で食べられてきた。画家のアンリ・ド・トゥールーズ＝ロートレックは、La Cuisine de Monsieur Momo（モモ氏の食卓）の中でイナゴの網焼きを「洗礼者ヨハネ風」と命名し、茶色でも黄色でもなく、ピンク色のイナゴがよいとしている。
2014年には、和歌山県で大豆の代わりにイナゴを使った醤油風調味料が開発された。

## 訳語としての「いなご」
語源は稲につくことから稲子（イナゴ）と呼ばれる。バッタ科の昆虫の中には、トノサマバッタやサバクトビバッタのように、大量発生などにより相変異を起こして群生相となることがあるものがある。これを「ワタリバッタ」ないし「トビバッタ」（英語では「locust」）というが、以下に見るようにこれが「いなご」と呼ばれることがある。

### 漢籍における「蝗」

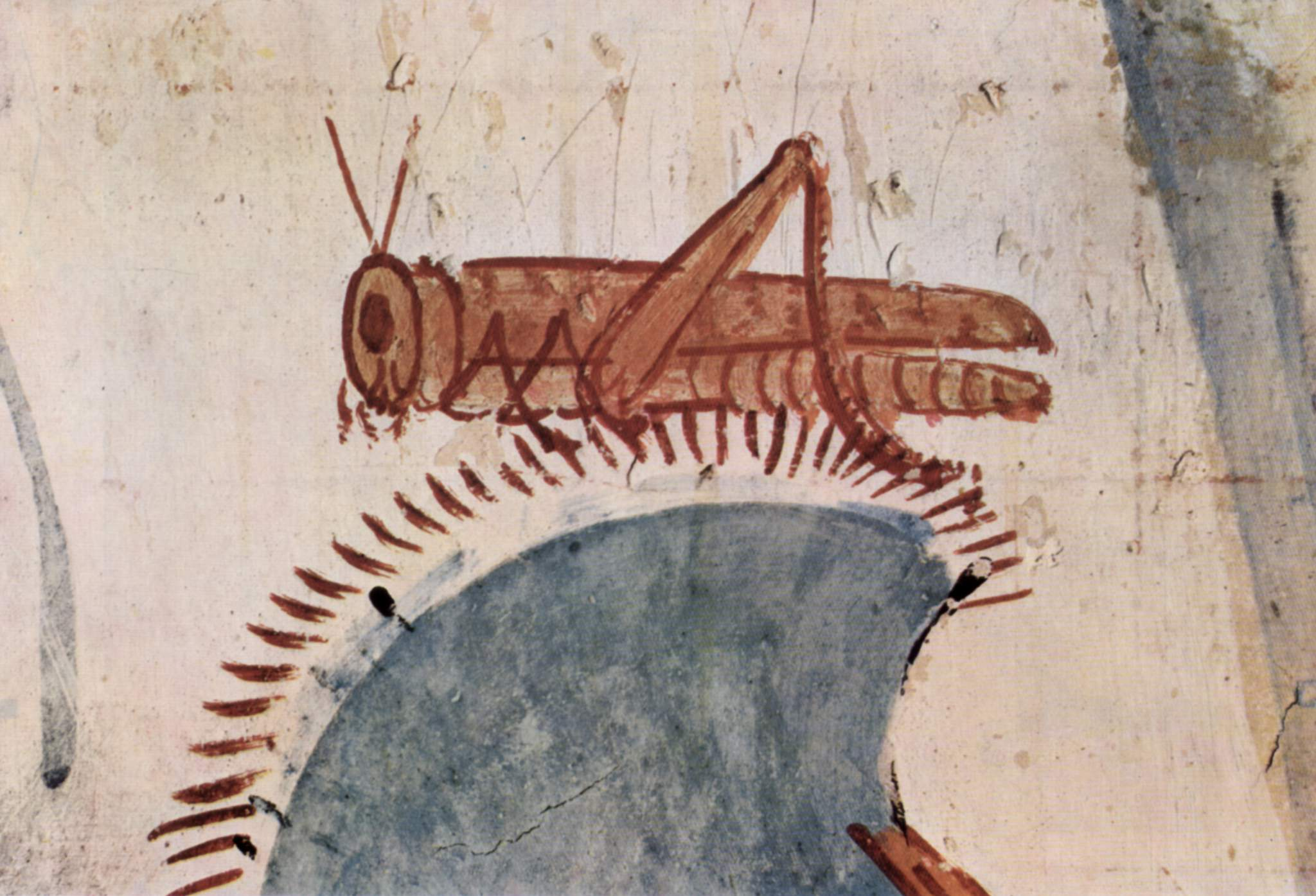
古代エジプトの墓（紀元前1422年から1411年頃）

漢語の「蝗」（こう）は、日本で呼ばれるイナゴを指すのではなく、ワタリバッタが相変異を起こして群生相となったものを指し、これが大群をなして集団移動する現象を飛蝗、これによる害を蝗害と呼ぶ。殷代の甲骨文字に「蝗」を意味する文字があり、すでに蝗害があったものと推定される。
日本ではトノサマバッタが「蝗」、すなわち群生相となる能力を持つが、日本列島の地理的条件や自然環境では、この現象を見ることはほとんどない。そのため、「蝗」が漢籍によって日本に紹介された際、「いなご」の和訓があてられ、またウンカやいもち病による稲の大害に対して「蝗害」の語が当てられた。
日本の蝗害の記録は、江戸時代に発生したものや明治時代に北海道で発生したもの、1986年に鹿児島県の馬毛島で起きたものなどが知られている。
蝗害は文学や映画で取り上げられている（蝗害を扱った作品参照）。

### 聖書
旧約聖書では、昆虫は食べてはいけないが、「アルベ、サールアーム、ハルゴール、ハーガーブ」の4種類は食べてよいとしている（レビ記 11:20–22）。「アルベ、サールアーム、ハルゴール、ハーガーブ」は、日本語では、「移住いなごの類、遍歴いなごの類、大いなごの類、小いなごの類」（口語訳）、「いなごの類、毛のないいなごの類、こおろぎの類、ばったの類」（新改訳）などと訳されており、イナゴ科を含むバッタ目全体を指すと考えられている（レビ記の4種類の昆虫参照）。また、十の災いなど聖書にはしばしば蝗害が描かれており、これを引き起こすワタリバッタが日本語では「いなご」「蝗（いなご）」と訳されることがある。

## 日本文学におけるイナゴ
- 夏目漱石『坊っちゃん』で、教師坊っちゃんは宿直の時、中学生に蚊帳のなかへイナゴを入れられて閉口した。ここでは、イナゴを「バッタ」と呼ぶ東京出身の主人公に対して、イナゴは「バッタ」ではないとする松山の学生が描かれている。
- まど・みちおによる詩『イナゴ』は、現在も小学校の教科書教材として採用されている。